# ハンバーグラー

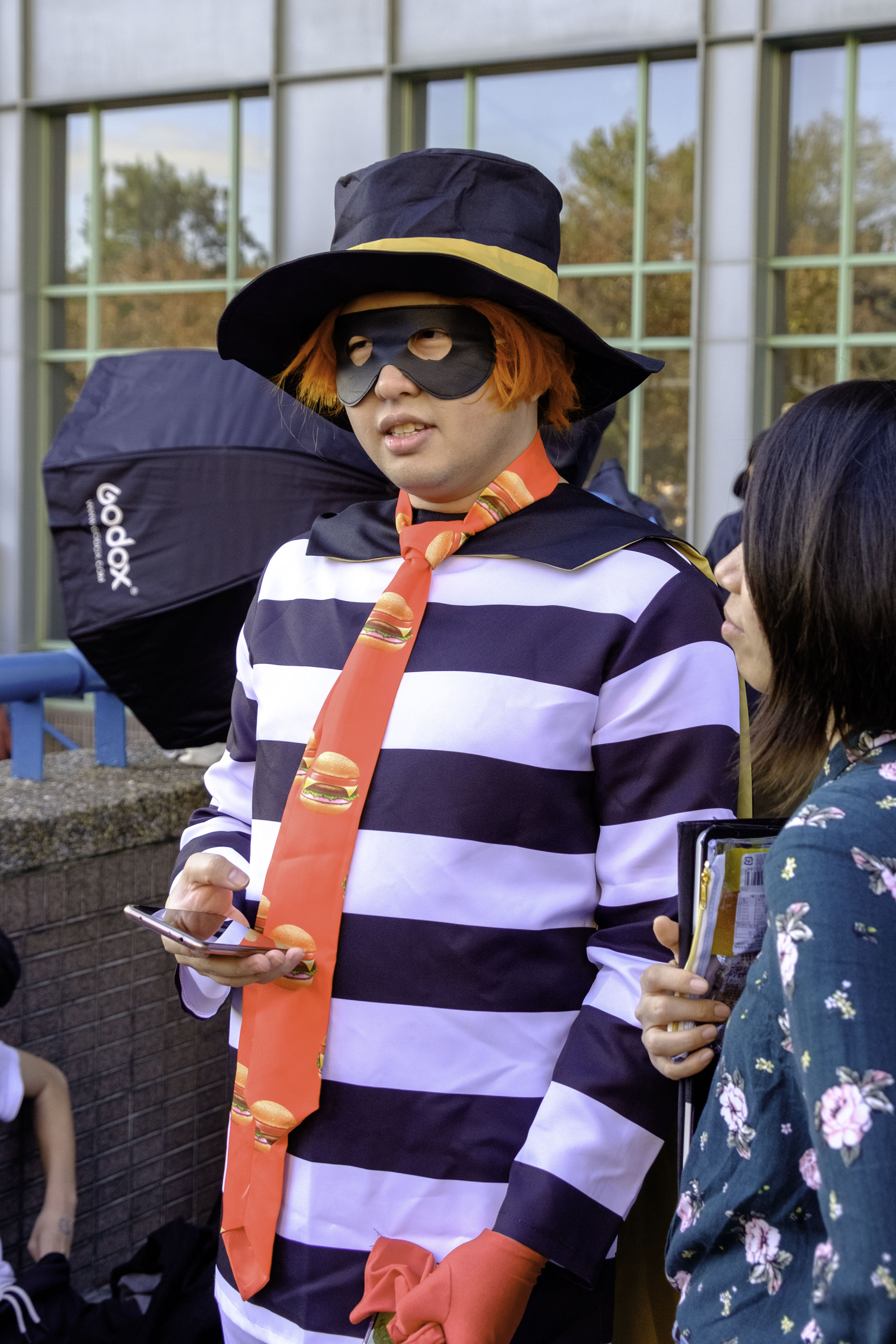
ハンバーグラーのコスプレ

ハンバーグラー（公式名称：the Hamburglar）は、ファーストフードチェーン店マクドナルドのマスコットキャラクターの一人。

## 人物像
マクドナルドが1971年に生み出した、ハンバーガーのイメージキャラクター。名前の由来はHamburger（ハンバーガー）とBurglar（強盗）を足してHamburglar。黄色の帯が入ったカンカン帽、白黒の縞模様の服にハンバーガーの絵が描かれた赤いネクタイ、黒い仮面、黒いマント、赤い手袋、スニーカーといった出で立ち。ハンバーガーの形をした基地に住んでいる。
登場当時のハンバーグラーは馬面で痩せこけた白髪の初老の男性の姿をした怪しいキャラクターだった。このときは現在の横縞ではなく縦縞の服を着ていた。1986年に入りようやく現在見かける親しみやすい赤毛の少年の姿になった。また、当初は言葉を話さず「ニョニョニョ…」と奇声を上げるだけだったが、キャラクターデザインが一新されてからは普通に言葉を話せるようになった。日本で1990年代に放送されたテレビCMの一部では肝付兼太が声を担当した。
テレビCMにおいてハンバーグラーは架空の世界マクドナルドランドに住んでいて、ドナルド・マクドナルドらの仲間たちと冒険を繰り広げる。ハンバーガーを盗むいたずら者という設定でドナルドにお仕置きされたあと、ビッグマックポリスに連行されるか一緒に食事するというのがお決まりだった。悪役という位置付けではあるものの、最後はハンバーガーを貰って仲直りする等ドナルド達と敵対関係にあるわけではない。傘やテーブル、ポストに変身したり、服の縞模様を新体操のリボンよろしく操ったり等、ドナルドと同じく不思議な魔法を扱う事ができ、これらを利用していたずらをする仕掛もあった。

## キャラクターとしての使用
諸事情によるビッグマックポリスの降板後は、ドナルド・グリマス・バーディーと共に四人一組で登場するようになり、テレビCMの他、ハッピーセットのおもちゃ、その他販促品のキャラクターとして頻繁に登場するようになった。
2003年 - 2015年
「I'm lovin' it」キャンペーンに伴いマクドナルドランドの設定が廃止され段階的に登場しなくなった。
2016年 - 
長年使用されてきたスローガン「I'm lovin it」を段階的に廃止し始め、アメリカ本国においてキャラクターとして再導入が始まる。
日本でもしばらく見かけることはなかったが、2014年1月から行われている「アメリカンヴィンテージ」キャンペーンで、特定の商品を購入すると手に入るLINEの限定スタンプにて、このキャラクターのスタンプが登場している。また、2017年11月から12月までにかけてのハッピーセットで、ドナルド・マクドナルド、グリマス、バーディーと共に復活を果たした。マクドナルドキャラ推しグランプリでは2位であった。
2025年3月11日より日本マクドナルドのテレビCMに登場。

## 登場するゲーム作品
- ドナルドランド（ファミリーコンピュータ） - このときは悪魔軍団グモン一族に洗脳されて、敵キャラクターとして登場。倒すと洗脳が解ける。